# هوراسيو إغليسياس
هوراسيو إغليسياس (بالإسبانية: Horacio Iglesias)‏ هو سباح أرجنتيني، ولد في 29 أبريل 1942 في بوينس آيرس في الأرجنتين، وتوفي بنفس المكان في 25 يونيو 2004.